# Holophygus celatus
Holophygus celatus là một loài bọ cánh cứng trong họ Discolomatidae. Loài này được Sharp miêu tả khoa học năm 1899.